# Каменка (Калінінський район)
Каменка (рос. Каменка) — присілок в Калінінському районі Тверської області Російської Федерації.
Населення становить 38 осіб. Входить до складу муніципального утворення Бурашевське сільське поселення.

## Історія
Від 2005 року входить до складу муніципального утворення Бурашевське сільське поселення.

## Населення
| 1859 | 2002 | 2010 |
| ---- | ---- | ---- |
| 21   | ↗36  | ↗38  |